# La nave del olvido
La nave del olvido è un brano musicale scritto nel 1969 dal compositore argentino Dino Ramos.  Tra le prime versioni, vi furono quella del cantante messicano José José
e quella della cantante venezuelana Mirtha Pérez (versione che ottenne il secondo posto nella III^ edizione del Festival della Canzone di Buenos Aires nel novembre 1969).
Vari artisti hanno in seguito inciso una versione del brano, che è stato anche adattato in altre lingue.

## La versione di José José
Il brano fu inciso nel 1969 dal cantante messicano José José, che pubblicò un singolo in 45 giri edito da RCA Victor. L'anno seguente il brano fu incluso dall'artista nell'album omonimo.

### Tracce
7"
1. La nave del olvido – 3:30 (Dino Ramos)
2. Nadie simplemente nadie – 3:32 (Momy - Susana Fernández)

## La versione di Mirtha Pérez
Con il brano La nave del olvido, la cantante venezuelana Mirtha Pérez partecipò nel 1969 al III Festival della Canzone di Buenos Aires, dove giunse seconda alle spalle di Fedra y Maximiliano, che vinsero con il brano Como somos.
Sempre nel 1969, la cantante incise il brano anche su 45 giri, pubblicato su etichetta Music Hall, e lo incluse nell'album omonimo, che uscì nello stesso anno.

### Tracce
7"
1. La nave del olvido – 4:09 (Dino Ramos)
2. El verano llegó – 2:07

## La versione di Henry Stephen
Una delle prime versioni fu inoltre quella incisa nel 1970 dal cantante venezuelano Henry Stephen incise una cover del brano, che pubblicò il brano come singolo edito dall'etichetta discografica RCA Victor.

### Tracce
7"
1. La nave del olvido – 4:02 (Dino Ramos)
2. Nuestro grupo – 3:03 (Blanca Aldaz)

## Altre versioni
Tra gli altri artisti che hanno inciso una versione del brano, figurano (in ordine alfabetico):
- Caravelli (versione strumentale; 1970)
- Buika (2013)
- Vicky Carr (1972)
- Cristian Castro (2010)
- Richard Clayderman (versione strumentale; 1992)
- Tony Fontan (lato B del singolo Popi, 1969)[4]
- El Greco (singolo del 1969[4])
- Julio Iglesias (nell'album Hey! del 1980[9])
- Maria Martha Serra Lima (1996)
- Manuel Mijares (2005)
- Lola Flores
- Los Panchos[10][11])
- Franck Pourcel (versione strumentale; 1970)
- Marco Antonio Solís (2012)[12]
- Henry Stephen (1970)
- Tamara (2005)
- Amado Vargas (singolo del 1969[4])
- Il Volo (nell'album Musica del 2019[13][14])

### Adattamenti in altre lingue
- Il brano è stato adattato in lingua francese da Catherine Desage con il titolo Il pleut des larmes.[1] Questa versione del brano è stata incisa nel 1970 da Richard Anthony e successivamente nel 1980 da Christine Chartrand et Claude Steben.[1]
- Un'altra versione in lingua francese è intitolata Ma chance et ma chanson (l'adattamento è di Maurice Saisse) ed è stata incisa da Julio Iglesias, che la incluse nel suo album Sentimental del 1980[15]
- Il brano è stato inciso in italiano da Julio Iglesias con il titolo Chi è stato, brano incluso nell'album Amanti del 1980[16]
- Esiste anche una versione in lingua portoghese con il titolo  Espera incisa da Julio Iglesias e inclusa nell'album Julio del 1984.